# Sauvetage évolutif
Le sauvetage évolutif, (ou evolutionary rescue), est un processus par lequel une population, qui aurait disparu en l’absence d’évolution, se maintient en raison de l'effet de la sélection naturelle qui favorise l'augmentation en fréquence de variants possédant des caractères héritables mieux adaptés aux nouvelles conditions, Inventé par Gomulkiewicz et Holt en 1995, le concept de sauvetage évolutif (evolutionary rescue) a été décrit comme le fait que dans un environnement se modifiant, le décalage entre la valeur sélective moyenne d'un trait dans une population et la valeur sélective théorique optimale de ce trait dans l'environnement à un moment donné reste constant, malgré le changement constant d'environnement, sous l'effet de la sélection naturelle, permettant la persistance de la population qui évolue dans l'environnement changeant. 
Le sauvetage évolutif est souvent confondu avec deux autres formes courantes de sauvetage de population : le sauvetage génétique (ajout de diversité dans une population pour limiter la consanguinité) et le sauvetage démographique (ajout d'individu dans une population trop petite pour être viable), en raison du recoupement partiel de ces concepts. La figure 1 met en évidence les différentes voies qui conduisent à leur sauvetage respectif.

## Histoire
La première évocation du concept de sauvetage évolutif a été faite par les philosophes et biologistes anglais Haldane en 1937 et Simpson qui ont évoqué l'idée que des changements évolutifs pourraient advenir dans les populations en réponse aux changements de leur environnement.
En 1995, Gomulkiewicz et Holt ont observé la dynamique à l'échelle de populations de deux processus : le déclin exponentiel des types sensibles (au nouvel environnement) et l’augmentation exponentielle des types résistants (au nouvel environnement). Orr et Unckless (2014) ont ensuite approfondi le travail de Gomulkiewicz et Holt en décrivant ces processus ensemble pour créer le concept de trajectoire d'abondance en forme de U,. Dans un environnement se modifiant, le sauvetage évolutif est décrit comme la modification des phénotypes/génotypes d’une population s’adaptant à son environnement, sous la menace de l’extinction, en augmentant la fréquence des allèles adaptatifs.

## La courbe en U
Après un changement soudain de l'environnement, on prévoit que le sauvetage évolutif conduira à une dynamique de population conduisant à une courbe en U de l'abondance des individus de la population. En effet, les génotypes d'origine, qui ne sont pas adaptés au nouvel environnnement sont remplacés par des génotypes capables mieux adaptés et donc capable d'augmenter en nombre. La moitié gauche de la courbe (diminution de l'abondance) est liée à la diminution des génotypes originaux en déclin du fait de la prévalence importante d'individus de génotype non adapté au nouvel environnement; et la moitié droite de la courbe (augmentation de l'abondance) prédit que les génotypes adaptés au nouvel environnement (résistant) vous devenir majoritaire (augmentation en fréquence), puis vont augmenter en nombre conduisant à l'augmentation de l'abondance de la population étudiée. La probabilité de l'occurence d’un sauvetage évolutif dépend du fait que l’allèle permettant la résistance au nouvel environnement soit apparu avant ou après le changement environnemental. Dans un environnement se modifiant, le sauvetage évolutif devrait se matérialiser comme un décalage stable de la valeur sélective moyenne des traits par rapport à un optimum environnemental se modifiant. Le taux d'évolution et le taux de changement de l'environnement sont théoriquement égaux. La théorie a été revue par Alexander et al en 2014 et continue d'être développée rapidement, notamment par une meilleure prise en compte de la complexité génétique et écologique.

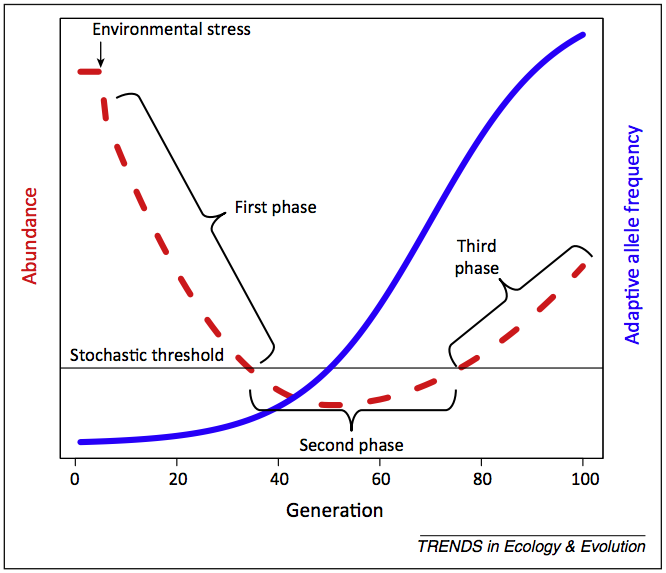
On s’attend à ce que le sauvetage évolutif produise une courbe en U de la dynamique de population après un changement soudain de l’environnement, car les génotypes qui ne sont pas adaptés au nouvel environnement sont progressivement remplacés par des génotypes adaptés. Figure issue de

Le concept de sauvetage évolutif est différent du sauvetage démographique, où une population est maintenue par une migration continue d'individus en provenance d'ailleurs, sans qu'il y ait besoin de prendre en compte un phénomène d'évolution. Par ailleurs, le sauvetage génétique, où une population persiste grâce à une migration qui réduit la dépression de consanguinité, peut être considéré comme un cas particulier de sauvetage évolutif (mais voir).

## Facteurs génétiques
Plusieurs éléments peuvent affecter la probabilité d'occurence d'un sauvetage évolutif. Parmi ces éléments :
- la présence d'allèles permetant la résistance au nouvel environnement avant la modification environnementale.
- la fréquence initiale des allèles de résistance au nouvel environnement au moment de la modification environnementale.
- le fait que la population soumise au changement d'environnement soit affectée par d'autres menaces comme la présence d'espèces concurrentes ou pathogènes invasives du fait du changement d'environnement[13].

Des conditions défavorables à l'occurence d'un sauvetage évolutif conduirant à un phénomène d'extirpation (disparition d'une population au sein d'une métapopulation) ou d'extinction. 

## Impact humain
La destruction de l'habitat naturel d'une population par les activités humaines limite la capacité des population à augmenter leur abondance et à être capable de migrer. Ce phénomène limite la possibilité de sauvetage évolutif. Des transformation des écosystèmes liées à l'urbanisation, l'agriculture, la construction de routes, entre autres, contribuent à augmenter le risque d'extirpation ou d'extinction localement.

## Preuves empiriques
Le phénomène de sauvetage évolutif a été démontré dans de nombreuses études expérimentales sur l'évolution. C'est le cas par exempel d'une expérience d'évolution de populations de levure qui ont évolué pour tolérer des concentrations de sel auparavant mortelles. Il existe également un grand nombre d'exemples de sauvetage évolutif dans la nature, sous forme de résistance aux médicaments, de résistance aux herbicides, d'autres types de résistance aux pesticides et de sauvetage génétique.